# Guvernementet Radom
Guvernementet Radom var ett guvernement i ryska Polen, 1844-1917.
Det begränsades av
Weichsel i söder och öster och av dess biflod Pilica i nordväst och väst. Det hade en yta på 12 352 km² och en befolkning på 1 134 800 invånare (1912),
till största delen polacker.
Landet var i norr slätt med bördig jord, i söder bergigt och till stor del skogbevuxet, med betydande järnmalmstillgångar. Huvudnäring var jordbruk. Jämte järnverk och maskin verkstäder fanns garverier,
kvarnar, sockerbruk och brännerier.

## Källa
Den här artikeln är helt eller delvis baserad på material från Nordisk familjebok, Radom, 1904–1926.